# دفع شبه التشبيه بأكف التنزيه (كتاب)

طبعة من الكتاب: تحقيق: حسن السقاف.

دفع شبه التشبيه بأكف التنزيه هو كتاب من تأليف شيخ الإسلام أبي الفرج بن الجوزي (ت 597 هـ)، وللكتاب اسم آخر هو «الباز الأشهب المنقض على مخالفي المذهب» وسماه الذهبي بعنوان: «كف التشبيه بأكف أهل التنزيه» في سير أعلام النبلاء.

## محتوي الكتاب
صنف ابن الجوزي الكتاب للرد على بعض مشايخ المذهب الحنبلي، كابن حامد، والقاضي أبي يعلى، وابن الزاغوني، اتهمهم فيه بأنهم من فرق المجسمة، والمشبهة، والحشوية، والكرامية، وأنهم خالفوا مذهب الإمام أحمد بن حنبل ونسبوا له ما لا يعتقده وافتروا عليه بما لم يقله، وفسروا القرآن بأقوال باطلة، وأخذوا بظاهر النصوص والألفاظ دون النظر إلى ما يجب ويليق بذات الله وما لا يليق، وأثبتوا كل ما جاء في القرآن والسنة على ظاهره الحرفي من غير تأويل أو تفويض، ونسبوا لله المكان والجهة والتنقل والحركة والجوارح على الحقيقة، وادّعوا أن ذلك مذهب السلف، فنفى أن يكون ذلك مذهب السلف، وأنكر أن يكون ذلك رأي الإمام أحمد لأن ذلك يؤدي إلى التشبيه والتجسيم لا محالة.

## اقتباس من الكتاب
| دفع شبه التشبيه بأكف التنزيه (كتاب) | ورأيت من أصحابنا من تكلّم في الأصول بما لا يصلح، وانتدب للتصنيف ثلاثة: أبو عبد الله بن حامد، وصاحبه القاضي، وابن الزاغوني، فصنّفوا كتباً شانوا بها المذهب، ورأيتهم قد نزلوا إلى مرتبة العوام، فحملوا الصفات على مقتضى الحسّ، فسمعوا أن الله تعالى خلق آدم على صورته، فأثبتوا له صورة ووجهاً زائداً على الذات، وعينين، وفماً، ولهوات، وأضراساً وأضواء لوجهه هي السبحات ويدين وأصابع وكفّاً وخنصراً وإبهاماً، وصدراً، وفخذاً، وساقين ورجلين، وقالوا: ما سمعنا بذكر الرأس! وقالوا: يجوز أن يمس ويُمس، ويدني العبد من ذاته. وقال بعضهم: ويتنفّس، ثمّ يرضون العوام بقولهم: لا كما يعقل! وقد أخذوا بالظاهر في الأسماء والصفات، فسمّوها بالصفات تسمية مبتدعة لا دليل لهم في ذلك من النقل ولا من العقل. ولم يلتفتوا إلى النصوص الصارفة عن الظواهر إلى المعاني الواجبة لله تعالى، ولا إلى إلغاء ما يوجبه الظاهر .من سمات الحدوث، ولم يقنعوا بأن يقولوا: صفة فعل، حتى قالوا: صفة ذات! ثم لما أثبتوا أنها صفات ذات، قالوا: لا نحملها على توجيه اللغة، مثل اليد على النعمة والقدرة، والمجيء والإتيان على معنى البر واللطف، والساق على الشدّة، بل قالوا: نحملها على ظواهرها المتعارفة، والظاهر هو المعهود من نعوت الآدميّين، والشيء إنّما يحمل على حقيقته إذا أمكن، ثمّ يتحرّجون من التشبيه ويأنفون من إضافته إليهم ويقولون: نحن أهل السنة، وكلامهم صريح في التشبيه، وقد تبعهم خلق من العوام. وقد نصحت التابع والمتبوع فقلت لهم: يا أصحابنا، أنتم أصحاب نقل واتباع، وإمامكم الأكبر أحمد بن حنبل يقول وهو تحت السياط: كيف أقول ما لم يقل! فإياكم أن تبتدعوا في مذهبه ما ليس منه، ثم قلتم في الأحاديث تحمل على ظاهرها، فظاهر القدم الجارحة، فإنه لما قيل في عيسى روح الله اعتقدت النصارى إنّ لله صفة هي روح ولجت في مريم! ومَن قال: استوى بذاته فقد أجراه مجرى الحسّيّات. وينبغي أن لا يهمل ما يثبت به الأصل وهو العقل، فإنّا به عرفنا الله تعالى وحكمنا له بالقِدَم، فلو أنّكم قلتم: نقرأ الأحاديث ونسكت، لما أنكر عليكم أحد، إنّما حملكم إيّاها على الظاهر قبيح. فلا تُدخلوا في مذهب هذا الرجل الصالح السلفي ما ليس منه، ولقد كسيتم هذا المذهب شيناً قبيحاً، حتى صار لا يقال حنبلي إلا مجسّم ثم زينتم مذهبكم أيضا بالعصبية ليزيد بن معاوية... - إلى أن قال - فرأيت الرد عليهم لازما لئلا ينسب الإمام إلى ذلك وإذا سكت نسبت إلى اعتقاد ذلك. | دفع شبه التشبيه بأكف التنزيه (كتاب) |

## انتقادات
- انتقد ابن تيمية الكتاب واتهمه بالتناقض فقال: «أن أبا الفرج نفسه متناقض في هذا الباب، لم يثبت على قدم النفي ولا على قدم الإثبات، بل له من الكلام في الإثبات نظماً ونثراً ما أثبت به كثيراً من الصفات التي أنكرها في هذا المصنف.[2]»
- انتقد ابن رجب الكتاب وذكر أن ابن الجوزي كان متأثرًا بشيخه أبي الوفاء ابن عقيل في هذا التصنيف فقال: «ومنها وهو الذي من أجله نقم جماعة من مشايخ أصحابنا وأئمتهم من المقادسة والعلثيين، من ميله إلى التأويل في بعض كلامه، واشتد نكرهم عليه في ذلك، ولا ريب أن كلامه في ذلك مضطرب مختلف، وهو إن كان مطلعاً على الأحاديث والآثار في هذا الباب، فلم يكن خبيراً بحل شبهة المتكلمين وبيان فسادها، وكان معظماً لأبي الوفاء ابن عقيل، يتابعه في أكثر ما يجد في كلامه، وإن كان قد رد عليه في بعض المسائل، وكان ابن عقيل بارعاً في الكلام، ولم يكن تام الخبرة بالحديث والآثار، فلهذا يضطرب في هذا الباب، وتتلون فيه آراؤه، وأبو الفرج تابعُ له في هذا التلون.[3]»

## وصلات خارجية
- كتاب: دفع شبه التشبيه بأكف التنزيه